# Черняк Степан Іванович
Черняк Степан Іванович (16 грудня 1899, село Черневичі, Борисовський повіт, Мінська губернія, Російська імперія — 21 липня 1976, Краснодар, Російська РФСР, СРСР) — радянський воєначальник, генерал-майор (1944), Герой Радянського Союзу (1940). Під час німецько-радянської війни був розгромлений німецькими військами фельдмаршала Манштейна на Керченському півострові. За цю поразку був позбавлений звання «генерал-лейтенант».

## Біографія
Народився в селі Черневичі (нині Мінська область Білорусі), білорус за національністю. Походив із селянської родини.
Учасник Першої світової війни. У 1917 році був призваний до Російської імператорської армії, воював кулеметником. У листопаді 1917 року вступив до Червоної гвардії.
У Червоній армії — з 1918 року. Учасник громадянської війни в Росії та радянської окупації Грузії. Закінчив Петроградські піхотні курси. У 1920-ті роки командував взводом, ротою, батальйоном. У 1930 році закінчив курси удосконалення командного складу «Выстрел». Потім служив у навчальному центрі в Білоруському військовому окрузі. Із 1934 року — командир 26-го окремого територіального батальйону в Московському військовому окрузі. Із січня 1935 року — помічник командира полку в 1-й Московській Пролетарській дивізії. Потім командував полком цієї ж дивізії.
Учасник громадянської війни в Іспанії. Був військовим радником, воював у рядах 11-ї піхотної дивізії республіканців. За успішні дії у 1938 році був нагороджений орденом Леніна.
Із серпня 1939 року — командир 136-ї стрілецької дивізії. На чолі дивізії взяв участь у радянсько-фінській війні. За прорив лінії «Маннергейма» Указом Президії Верховної Ради СРСР від 7 квітня 1940 року комдиву Черняку було присвоєно звання Героя Радянського Союзу.
З квітня 1940 року — командир 3-го стрілецького корпусу в Закавказькому військовому окрузі.

### Німецько-радянська війна
На початку німецько-радянської війни продовжував командувати 3-м стрілецьким корпусом. У липні 1941 року очолив 46-ту армію, яка участі в бойових діях не приймала і розташовувалася на кордоні з Туреччиною.
13 грудня 1941 року Черняк був призначений командувачем Окремої Приморської армії і прибув у Севастополь. На цій посаді Черняк проявив повну бездіяльність і вже через кілька днів був усунений з посади, а армію знову очолив генерал-майор Іван Петров.
Два місяці Черняк перебував у розпорядженні командування Закавказьким фронтом, а 8 лютого 1942 року був призначений командувачем 44-ї армії на Керченському півострові. У травні 1942 року під час операції «Полювання на дрохв» 11-та німецька армія Манштейна оточила і знищила 44-ту армію. За цю поразку Черняк був знятий з посади і понижений у військовому званні до полковника.
Із 15 червня 1942 року — командир 306-ї стрілецької дивізії Калінінського фронту. Під час операції «Марс» був важко поранений. Із квітня 1943 року — заступник командира 5-го гвардійського стрілецького корпусу 39-ї армії, із червня 1943 року — командир 32-ї стрілецької дивізії. За невдалі бойові дії знятий з посади комдива.
У жовтні 1943 — січні 1944 року — командир 162-ї стрілецької дивізії, був вдруге поранений в бою. У червні 1944 року отримав військове звання «генерал-майор». Із березня 1944 року — командир 41-ї стрілецької дивізії. Закінчив війну під Берліном.

### Після війни
Після війни Черняк служив військовим комісаром спершу Калінінської області, а згодом — Краснодарського краю. Із 1958 року — у відставці. Жив у Краснодарі, де й помер.

## Військові звання
- Майор (1935)
- Полковник (22 лютого 1938)
- Комбриг (4 листопада 1939)
- Комдив (лютий 1940)
- Генерал-лейтенант (4 червня 1940 року)
- Полковник (4 червня 1942 року)
- Генерал-майор (3 червня 1944 року)

## Нагороди
- Звання Героя Радянського Союзу (Указ Президії Верховної Ради СРСР від 7 квітня 1940 року);
- три ордени Леніна (1938; 1940; 1945);
- три ордени Червоного Прапора (два — в 1944; один — в 1950);
- медалі (зокрема, «ХХ років РСЧА» та «За оборону Севастополя»).